# Всесоюзное первенство 1929
Всесоюзное первенство 1929 по шахматной композиции (личное).
П/ф — 131 композиция 34 авторов, опубликованная в 1929. Проводилось по особой системе. Судьи — участники. Победители определялись по наименьшей сумме набранных очков. 

## Двухходовки
П/ф — 71 задача 20 авторов. Финал — 20 лучших задач оценены от 1 до 20 очков; следующие две 
группы — по 25 и 30. 
1. Е. Умнов — 762½ очка;
2. В. Овчинников — 864½;
3. В. и С. Пименовы — 913½;
4. Л. Исаев — 914;
5. М. Барулин — 945.

Лучшая композиция — М. Барулин.

## Трёхходовки
П/ф — 25 задач 
9 авторов. Финал — 10 лучших задач 
оценены от 1 до 10 очков; следующие — 
по 15 и 20. 
1. Я. Вильнер — 190½ очков;
2. А. Гуляев — 225½.

Лучшая композиция — Я. Вильнер. 

## Этюды
П/ф — 35 этюдов 8 авторов. Финал — 10 лучших этюдов оценены от 1 до 10 очков; следующие — по 15 и 20. 
1. В. Корольков — 107 очков;
2. А. Гурвич — 157½;
3. Т. Горгиев — 193.

Лучшая композиция — В. Корольков.